# Référendum constitutionnel équato-guinéen de 2011
Le référendum équato-guinéen de 2011 a lieu le 13 novembre 2011 afin de permettre à la population de se prononcer sur une révision de la constitution de 1991. 
La révision est approuvée à une écrasante majorité.

## Contenu
La révision de la constitution supprime la limite supérieure d'âge de soixante quinze ans imposée au candidats à la présidence de la république, permettant au président Teodoro Obiang Nguema Mbasogo , alors âgé de 69 ans, de se présenter à la présidentielle de 2016,. 
La révision instaure par ailleurs une limite à deux mandats présidentiels consécutif, mais cette limite ne prend pas en compte les mandats précédents. Est également créé le poste de vice-président, nommé par le président au sein de son parti. En cas d'incapacité du président, le vice président le remplace et mène son mandat à terme. Ce dernier point prépare ainsi la succession dynastique au poste de chef de l’État, Teodoro Obiang Nguema Mbasogo préparant celle ci en faveur de son fils, Teodoro Nguema Obiang Mangue, qui devient par la suite vice-président.

## Résultats
| Choix                  | Votes   | %     |
| ---------------------- | ------- | ----- |
| Pour                   | 295 780 | 97,73 |
| Contre                 | 6 858   | 2,27  |
|                        |         |       |
| Votes valides          | 302 638 | 99,31 |
| Votes blancs           | 845     | 0,28  |
| Votes invalides        | 1 247   | 0,41  |
| Total                  | 304 730 | 100   |
| Abstention             | 27 252  | 8,21  |
| Inscrits/Participation | 331 982 | 91,79 |